# Christoffer Nyman
Christoffer Åke Sven „Totte“ Nyman (* 5. Oktober 1992 in Norrköping) ist ein schwedischer Fußballspieler. Der Stürmer und elfmalige A-Nationalspieler steht beim IFK Norrköping unter Vertrag.

## Karriere

### Vereine
Nyman begann seine Karriere im Jahr 1997 beim IFK Norrköping. Dort stand er ab der Saison 2011 im Kader der ersten Mannschaft, für die er bis August 2016 insgesamt 146 Spiele in der Allsvenskan absolvierte. In der Spielzeit 2015 gewann er mit der Mannschaft die schwedische Meisterschaft und anschließend auch den Supercup. Zur Saison 2016/17 wechselte Nyman zum deutschen Zweitligisten Eintracht Braunschweig, bei dem er einen Dreijahresvertrag unterschrieb. In seinem ersten Spiel für Braunschweig erzielte Nyman im Ligaspiel gegen den 1. FC Nürnberg das Tor zum 6:1-Endstand. In der Spielzeit 2017/18 stieg er mit Braunschweig in die 3. Liga ab.
Am 8. Januar 2019 verließ Nyman als Konsequenz aus dem Misserfolg in der 3. Liga die Braunschweiger Eintracht und kehrte zum IFK Norrköping zurück. In der Spielzeit 2020 belegte er mit seiner Mannschaft den 6. Tabellenplatz und wurde mit 18 Treffern Torschützenkönig.

### Nationalmannschaft
Nyman absolvierte sieben Spiele für Jugendnationalmannschaften des schwedischen Sportverbandes. Am 26. Januar 2013 debütierte er beim 3:0-Sieg gegen Finnland in der schwedischen A-Nationalmannschaft. Bei seinem zehnten Einsatz am 3. September 2017 gegen Belarus erzielte er dann sein erstes Länderspieltor. Anschließend wurde er fast sechs Jahre nicht mehr berücksichtigt, ehe seine nächste Partie folgte. Im Januar 2023 spielte Nyman dann gegen Finnland und erzielte beim 2:0-Testspielerfolg einen weiteren Treffer.

## Erfolge
IFK Norrköping
- Schwedischer Meister: 2015
- Schwedischer Supercupsieger: 2015

Persönliche Auszeichnungen
- Torschützenkönig der Allsvenskan: 2020 (18 Treffer)